# آندرس اسکوبار
آندرس اسکوبار سالداریگا (به اسپانیایی: Andrés Escobar Saldarriaga) (زاده ۱۳ مارس ۱۹۶۷ - درگذشته در ۲ ژوئیه ۱۹۹۴) بازیکن فوتبال عضو تیم ملی فوتبال کلمبیا بود که در ۲ ژوئیه ۱۹۹۴ در شهر مدلین مورد اصابت ۶ گلوله قرار گرفت و کشته‌شد.
او در جام‌جهانی ۹۴، مدافع تیم ملی کلمبیا بود و در بازی با آمریکا، یک گل به خودی زد و این باعث حذف تیمش از مسابقات شد. او پس از پایان بازی و بازگشت به کلمبیا توسط دو قاچاقچی مواد مخدر به ضرب گلوله کشته شد. قاتلان اسکوبار ادعا کردند که او را به دلیل گل به خودی‌اش در جام جهانی کشتند، اما برخی از کارشناسان معتقدند که این قتل یک تسویه حساب شخصی بوده‌است. اسکوبار یک بازیکن محبوب و قهرمان ملی بود و مرگ او غم و اندوه زیادی در کلمبیا ایجاد کرد.
شاید غمگین تر از داستان باجو داستان اسکوبار باشد.